# Matthew Longstaff
Matthew Ben Longstaff (Rotherham, 2000. március 21. –) angol labdarúgó, középpályás, a Mansfield Town játékosa kölcsönben a Newcastle United csapatától.

## Pályafutása

### Klubcsapatokban
2019. augusztus 28-án mutatkozott be a Newcastle United felnőtt csapatában egy Leicester City elleni Ligakupa-mérkőzésen. 2019. október 6-án élete első Premier League-mérkőzésén a 72. percben győztes találatot szerzett a Manchester United ellen. 2021. augusztus 27-én kölcsönbe került a skót Aberdeen csapatához. 2022. január 31-én kölcsönbe került a Mansfield Town csapatához.

## Családja
Három évvel idősebb bátyja, Sean Longstaff szintén profi labdarúgó, a Newcastle United játékosa. Édesapja, David Longstaff több mint százszoros jégkorong-válogatott volt, pályafutása befejezését követően a Whitley Warriors edzője. Unokatestvére Alan Thompson, aki 2004-ben egy alkalommal az angol válogatottban is pályára lépett.

## Statisztika
2019. október 6-án frissítve.
| Klub             | Szezon         | Bajnokság      | Bajnokság     | Bajnokság | Országos kupa | Országos kupa | Ligakupa      | Ligakupa | Egyéb         | Egyéb | Összesen      | Összesen |
| Klub             | Szezon         | Bajnokság      | Pályára lépés | Gól       | Pályára lépés | Gól           | Pályára lépés | Gól      | Pályára lépés | Gól   | Pályára lépés | Gól      |
| ---------------- | -------------- | -------------- | ------------- | --------- | ------------- | ------------- | ------------- | -------- | ------------- | ----- | ------------- | -------- |
| Newcastle United | 2019–20        | Premier League | 1             | 1         | 0             | 0             | 1             | 0        | 0             | 0     | 2             | 1        |
| Karrier összes   | Karrier összes | Karrier összes | 1             | 1         | 0             | 0             | 1             | 0        | 0             | 0     | 2             | 1        |

## Sikerei, díjai
- Premier League – A hónap gólja: 2019 Október[7]